# Olympische Sommerspiele 2024/Rudern – Doppelvierer (Männer)
Der Männer-Doppelvierer im Rudern bei den Olympischen Spielen 2024 in Paris fand vom 27. bis 31. Juli 2024 statt. Schauplatz der Wettkämpfe ist die Regattastrecke Stade nautique de Vaires-sur-Marne im Ort Vaires-sur-Marne, der sich östlich des Großraums Paris befindet. Titelverteidiger sind die Niederländer, die in Tokio in der Besetzung Dirk Uittenbogaard, Abe Wiersma, Tone Wieten und Koen Metsemakers die Goldmedaille gewannen.

## Titelträger
| Olympische Spiele 2020       | Niederlande | Tokio             |
| Weltmeisterschaften 2023     | Niederlande | Belgrad           |
| Panamerikanische Spiele 2023 | Uruguay     | Santiago de Chile |
| Asienspiele 2022             | China       | Hangzhou          |
| Europameisterschaften 2024   | Italien     | Szeged            |

## Qualifikation
Die Qualifikation erfolgte hauptsächlich über die Weltmeisterschaften 2023. Die besten sieben Nationen dort erhielten einen Quotenplatz für die Olympischen Spiele in Paris. Die verbleibenden zwei Startplätze wurden bei einer finalen Qualifikationsregatta in Luzern im Mai 2024 vergeben.

## Vorläufe
Samstag, 27. Juli 2024

### Vorlauf 1
| Rang | Bahn | Nation         | Athleten                                                                   | Zeit (min) | Qualifikation |
| ---- | ---- | -------------- | -------------------------------------------------------------------------- | ---------- | ------------- |
| 1    | 5    | Niederlande    | Finn Florijn, Koen Metsemakers, Lennart van Lierop, Tone Wieten            | 5:41,69    | A-Finale      |
| 2    | 2    | Großbritannien | Thomas Barras, Callum Dixon, Matt Haywood, Graeme Thomas                   | 5:44,82    | A-Finale      |
| 3    | 3    | Deutschland    | Max Appel, Anton Finger, Tim Ole Naske, Moritz Wolff                       | 5:46,90    | Hoffnungslauf |
| 4    | 1    | Norwegen       | Kristoffer Brun, Oscar Stabe Helvig, Jonas Slettemark Juel, Erik Solbakken | 5:50,48    | Hoffnungslauf |
| 5    | 4    | Rumänien       | Florin Horodişteanu, Andrei Lungu, Leontin Nuţescu, Ioan Prundeanu         | 5:51,14    | Hoffnungslauf |

### Vorlauf 2
| Rang | Bahn | Nation  | Athleten                                                           | Zeit (min) | Qualifikation |
| ---- | ---- | ------- | ------------------------------------------------------------------ | ---------- | ------------- |
| 1    | 2    | Italien | Giacomo Gentili, Luca Chiumento, Andrea Panizza, Luca Rambaldi     | 5:43,31    | A-Finale      |
| 2    | 4    | Polen   | Fabian Barański, Mateusz Biskup, Dominik Czaja, Mirosław Ziętarski | 5:44,39    | A-Finale      |
| 3    | 3    | Schweiz | Scott Bärlocher, Dominic Condrau, Maurin Lange, Jonah Plock        | 5:49,50    | Hoffnungslauf |
| 4    | 1    | Estland | Tõnu Endrekson, Mikhail Kushteyn, Johann Poolak, Allar Raja        | 5:52,04    | Hoffnungslauf |

## Hoffnungslauf
Montag, 29. Juli 2024
| Rang | Bahn | Nation      | Athleten                                                                   | Zeit (min) | Qualifikation |
| ---- | ---- | ----------- | -------------------------------------------------------------------------- | ---------- | ------------- |
| 1    | 2    | Deutschland | Max Appel, Anton Finger, Tim Ole Naske, Moritz Wolff                       | 5:52,39    | A-Finale      |
| 2    | 3    | Schweiz     | Scott Bärlocher, Dominic Condrau, Maurin Lange, Jonah Plock                | 5:52,55    | A-Finale      |
| 3    | 4    | Norwegen    | Kristoffer Brun, Oscar Stabe Helvig, Jonas Slettemark Juel, Erik Solbakken | 5:53,13    | B-Finale      |
| 4    | 1    | Estland     | Tõnu Endrekson, Mikhail Kushteyn, Johann Poolak, Allar Raja                | 5:55,74    | B-Finale      |
| 5    | 5    | Rumänien    | Florin Horodişteanu, Andrei Lungu, Leontin Nuţescu, Ioan Prundeanu         | 5:56,32    | B-Finale      |

## Finale

### A-Finale
Mittwoch, 31. Juli 2024

Anmerkung: zur Ermittlung der Plätze 1 bis 6
| Rang | Bahn | Nation         | Athleten                                                           | Zeit (min) |
| ---- | ---- | -------------- | ------------------------------------------------------------------ | ---------- |
| 1    | 4    | Niederlande    | Finn Florijn, Koen Metsemakers, Lennart van Lierop, Tone Wieten    | 5:42,00    |
| 2    | 3    | Italien        | Giacomo Gentili, Luca Chiumento, Andrea Panizza, Luca Rambaldi     | 5:44,40    |
| 3    | 5    | Polen          | Fabian Barański, Mateusz Biskup, Dominik Czaja, Mirosław Ziętarski | 5:44,59    |
| 4    | 2    | Großbritannien | Thomas Barras, Callum Dixon, Matt Haywood, Graeme Thomas           | 5:46,51    |
| 5    | 6    | Deutschland    | Max Appel, Anton Finger, Tim Ole Naske, Moritz Wolff               | 5:50,62    |
| 6    | 1    | Schweiz        | Scott Bärlocher, Dominic Condrau, Maurin Lange, Jonah Plock        | 5:58,04    |

### B-Finale
Mittwoch, 31. Juli 2024

Anmerkung: zur Ermittlung der Plätze 7 bis 9
| Rang | Bahn | Nation   | Athleten                                                                   | Zeit (min) |
| ---- | ---- | -------- | -------------------------------------------------------------------------- | ---------- |
| 7    | 3    | Estland  | Tõnu Endrekson, Mikhail Kushteyn, Johann Poolak, Allar Raja                | 5:50,55    |
| 8    | 2    | Norwegen | Kristoffer Brun, Oscar Stabe Helvig, Jonas Slettemark Juel, Erik Solbakken | 5:51,88    |
| 9    | 1    | Rumänien | Florin Horodişteanu, Andrei Lungu, Leontin Nuţescu, Ioan Prundeanu         | 5:54,77    |